# Скалица
Ска́лица (словац. Skalica, нем. Skalitz, венг. Szakolca) — город в Западной Словакии на границе с Чехией, районный центр. 
В Скалице живёт около 15 тыс. жителей. Город является культурным центром Северного Загорья.

## История
Первые люди поселились в окрестностях Скалицы ещё во времена неолита, около 4000 лет до нашей эры.
Город входил в состав Великой Моравии. По характеру и деталям погребальной обрядности ориентированные на запад древнейшие трупоположения в Киеве и на Среднем Поднепровье имеют прямые аналогии в раннехристианских памятниках на территории Великой Моравии в Скалице, Старом месте, Микульчице, Поганьско (близ Бржецлава), Стара-Коуржим, Колине и Желенках.
Упомянут был впервые в 1218 году уже в составе Венгерского королевства.
В 1372 году венгерский король Людовик I Великий даровал Скалице права свободного королевского города, которые позволяли городу построить крепостные стены, освобождали горожан от налогов и так далее. Благодаря дальнейшему покровительству Сигизмунда Люксембургского, Скалица превращается в важный торговый центр Венгерского королевства, а в XVII веке становится пятым по величине городом Словакии.
В конце XIX века Скалица, наряду с Мартином и Ружомберком, становится одним из центров словацкого движения против насильственной венгеризации словаков.
В 1918 году Скалица была несколько дней столицей Словакии, а в 1919 году город входит в состав Чехословакии. После «Бархатного развода», с 1993 года — в составе Словакии.

## Население
| Год:                | 1994   | 2004    | 2014    | 2024    |
| ------------------- | ------ | ------- | ------- | ------- |
| Количество человек: | 14 916 | 14 984  | 14 749  | 15 440  |
| Разница:            |        | +0,45 % | −1,56 % | +4,68 % |

## Достопримечательности
В Скалице сохранилось немало достопримечательностей — романская ротонда св. Георгия, стены крепости, иезуитский костёл, приходской костёл, францисканский монастырь и многое другое.

## Галерея

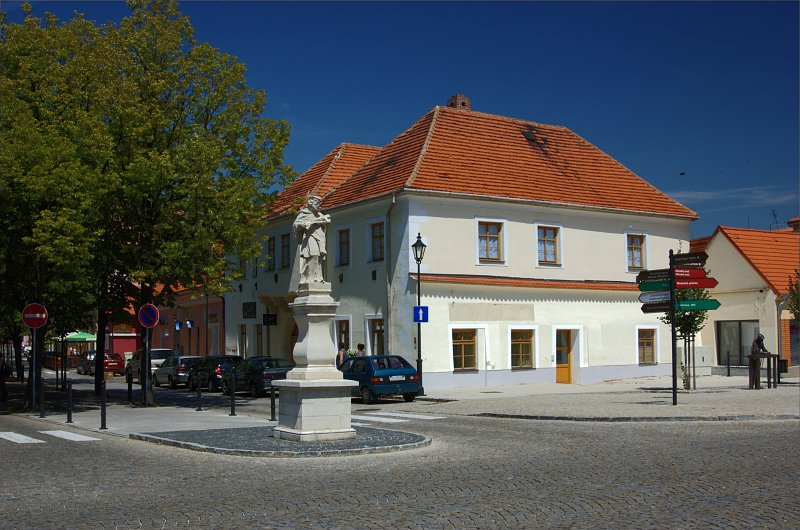
Центр города
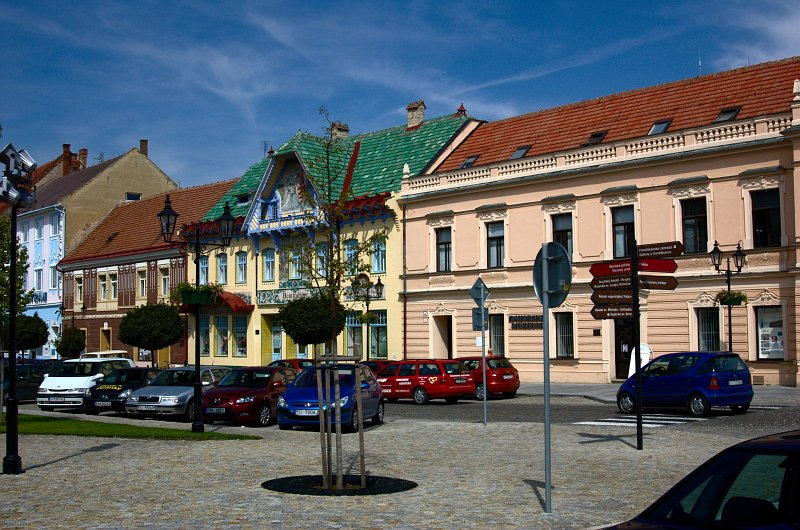
«Словацкий дом»
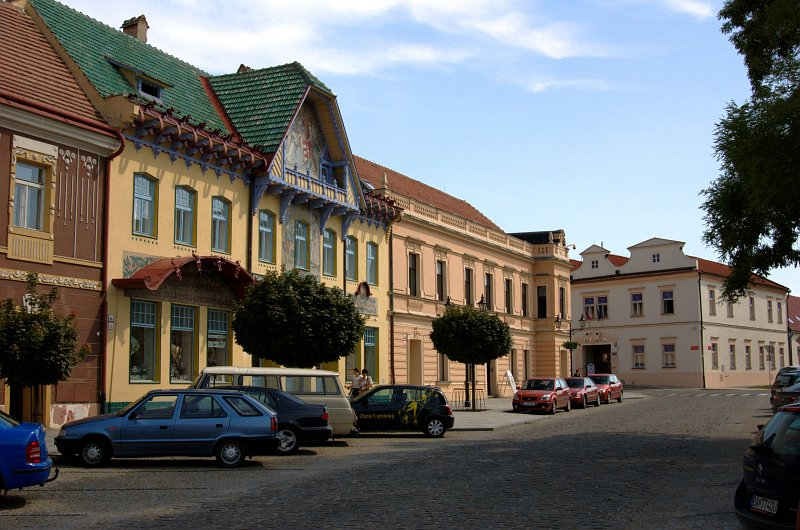
«Словацкий дом»
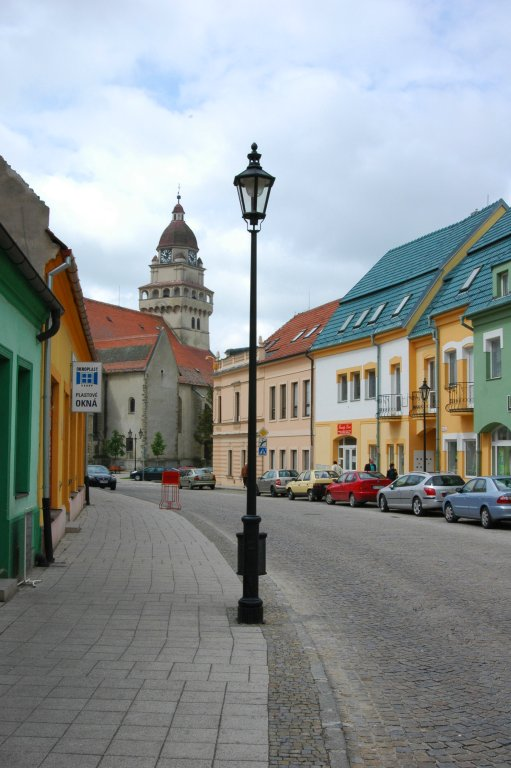
Королевская улица
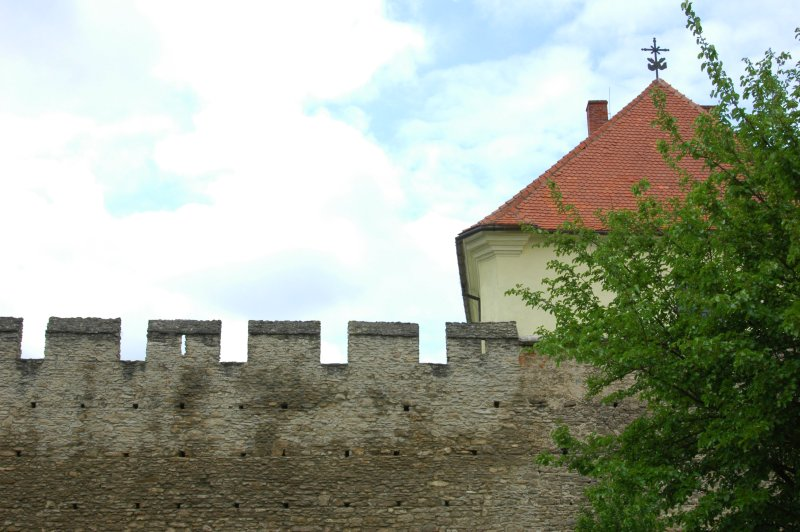
Городская крепость
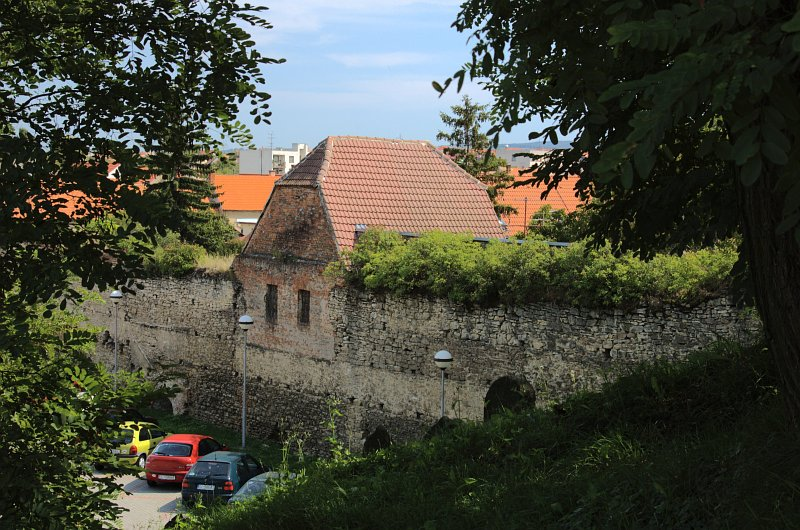
Городская крепость
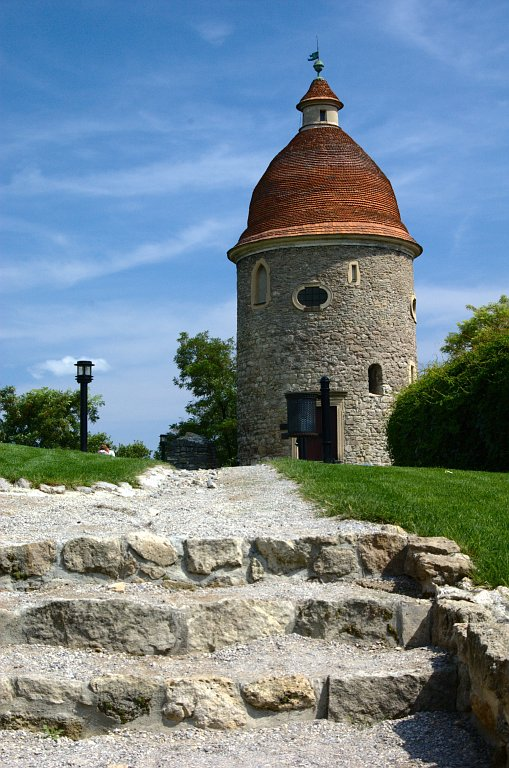
Ротонда св. Георгия
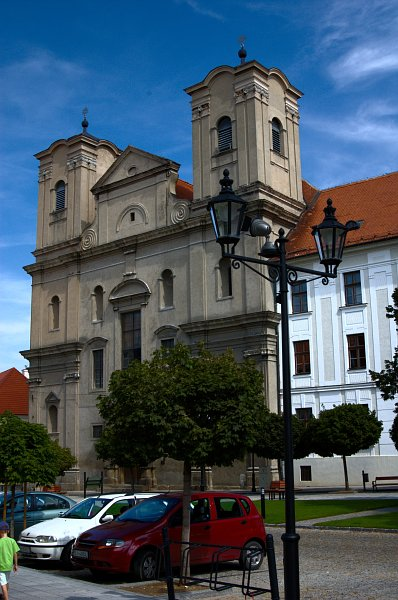
Иезуитский костёл
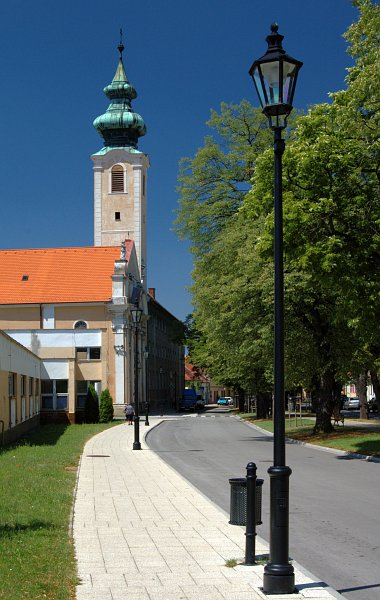
Церковь тринитариев
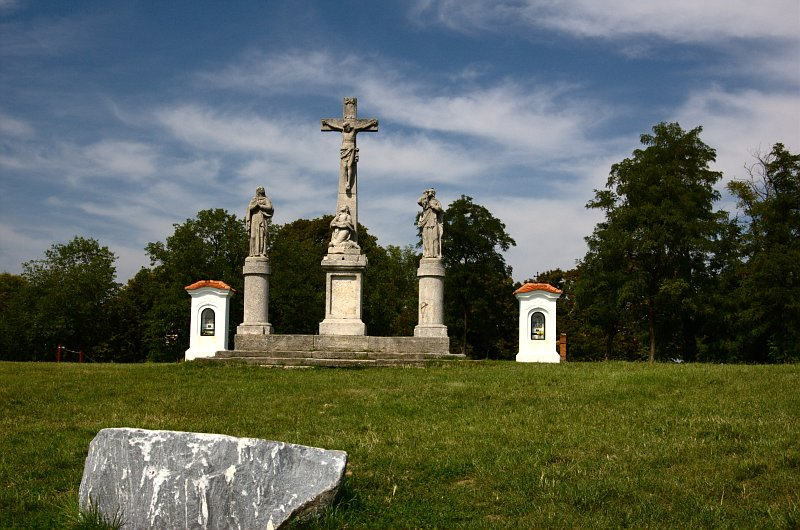
Кальвария
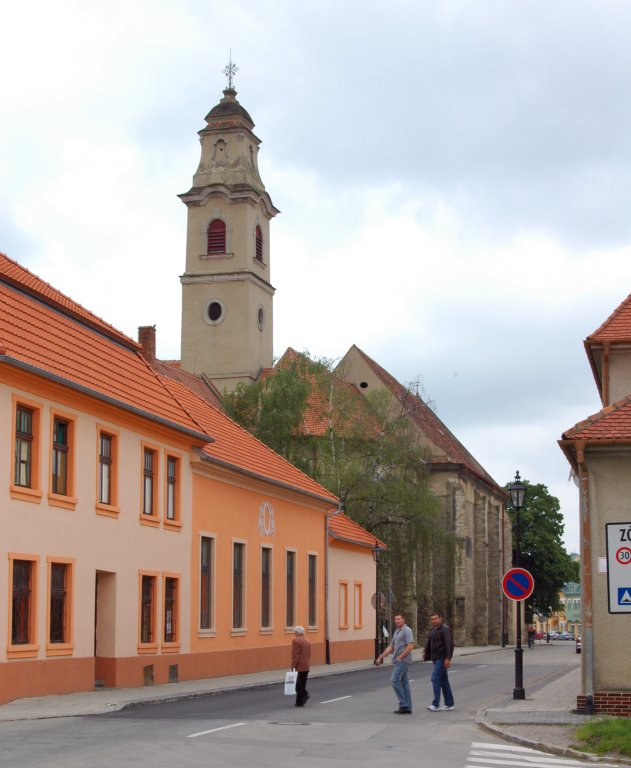
Францисканский монастырь
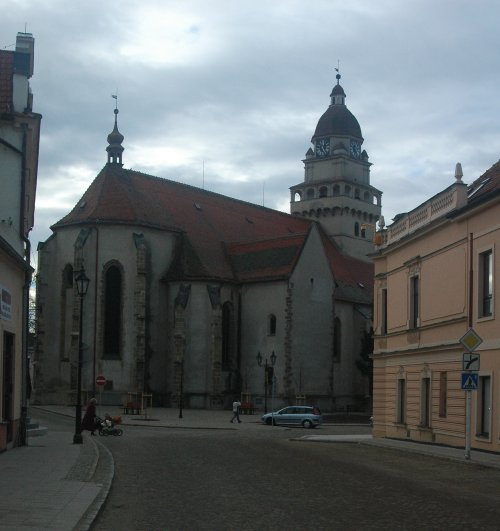
Кафедральный собор